# ريك هودسون
ريك هودسون هو لاعب هوكي الجليد كندي، ولد في 23 مايو 1956 في مدسين هات في كندا.

## وصلات خارجية
- ريك هودسون على موقع دوري الهوكي الوطني (الإنجليزية)
- ريك هودسون على موقع قاعة مشاهير الهوكي (لاعب أن.إتش.أل) (الإنجليزية)
- ريك هودسون على موقع EliteProspects.com (الإنجليزية)
- ريك هودسون على موقع HockeyDB.com (الإنجليزية)
- ريك هودسون على موقع Hockey-Reference.com (الإنجليزية)